# قرية المعين (جبلة)

تعديل مصدري - تعديل

قرية المعين هي إحدى قرى عزلة جبلة بمديرية جبلة التابعة لمحافظة إب، بلغ تعداد سكانها 538 نسمة حسب تعداد اليمن لعام 2004.